# L'Amnésique de Collegno
Pour plus de détails, voir Fiche technique et Distribution.
L'Amnésique de Collegno (Lo smemorato di Collegno) est un film italien réalisé par Sergio Corbucci, sorti en 1962.

## Synopsis
Un homme est hospitalisé dans une clinique neurologique, en raison d'une amnésie. Après la publication de sa photographie dans un journal se présentent trois personnes qui prétendent l'avoir reconnu : Mme Ballarini et Mme Polacich, chacune affirmant qu'il s'agit de son mari porté disparu pendant la guerre, et un escroc qui l'accuse d'être son ancien complice.
Devant le tribunal, il apparaît que tous trois avaient menti. Le film se termine avec l'amnésique laissé seul, avec un chien comme unique compagnon.

## Fiche technique
- Titre français : L'Amnésique de Collegno ou L'Inconnu de Collegno[1]
- Titre original : Lo smemorato di Collegno
- Réalisation : Sergio Corbucci, assisté de Ruggero Deodato et Mario Castellani
- Scénario : Bruno Corbucci et Giovanni Grimaldi
- Photographie : Enzo Barboni
- Musique : Piero Piccioni
- Production : Gianni Buffardi et William Menarini
- Pays d'origine : Italie
- Format : Noir et blanc - Mono
- Date de sortie :
  - Italie : 7 septembre 1962 (Turin)
  - France : 5 mars 1965[1]

## Distribution
- Totò : Lo smemorato
- Nino Taranto : Prof. Ademaro Gioberti
- Erminio Macario : Nicola Politi
- Aroldo Tieri : Dott. Alessandro Zannini
- Andrea Checchi : Avocat Rossetti
- Franco Volpi : Pubblico ministero
- Mario Pisu : Avocat Dell'Orso
- Mario Castellani : Giorgio Ballarini
- Yvonne Sanson : Linda Ballarini
- Elvy Lissiak : Mme Polacich
- Sergio Corbucci (non crédité)